# Erik Pondal Jensen
Erik Pondal Jensen (født 6. december 1930 i Køge, død 16. juli 1960 i Kastrup Lufthavn) var en dansk fodboldspiller. Han var i sin storhedstid midtbanespiller og anfører i AB, men havde tidligere spillet i Køge Boldklub. Uddannet civilingeniør i 1957.
Erik Pondal Jensen debuterede på landsholdet mod Sverige 1954. Det blev til 20 A-landskampe og 2 B-landskamp.
Den da 29-årige Erik Pondal Jensen var en af de otte, som omkom i flyulykken på vej til en OL-forberedelseskamp i Herning.
De andre var Per Funch Jensen, Arne Karlsen, Kurt Krahmer (alle KB), Ib Eskildsen, Søren Andersen (begge Frem), Børge Bastholm Larsen (Køge) og Erling Spalk Ikast FS, den eneste af de otte, som ikke havde spillet på landsholdet.
Erik Pondal Jensen havde valgt at deltage i forberedelseskampen, på trods af at hans mor var død kun to dage tidligere.